# ロングプレイヤー
「ロングプレイヤー」（Longplayer）は、1000年かけて演奏されるように作られた曲。これは世界一長い曲として知られ（次点は『オルガン²/ASLSP』の639年。「演奏時間の長い曲」も参照）、2000年1月1日に演奏が始まり、予定では反復無しで2999年12月31日まで続き、始めに戻ることになっている。
「ロングプレイヤー」は20分20秒の曲の1つをベースにしており、それをコンピュータが簡単なアルゴリズムに基いて処理をする。これが膨大なバリエーションを生み出し、切れ目無く演奏すると1000年かかる。
ベースになっている曲は、ザ・ポーグスの初期メンバーの一人であるジェム・ファイナーが作曲した。この曲ではチベットの鈴（りん）と銅鑼が使われており、それらは縁を木製の桴（ばち）で叩いたり擦り回すことで様々な音色を出せる。ベースの曲はイギリスの芸術家団体 Artangel の依頼で1999年12月に録音された。
「ロングプレイヤー」は、ロンドンにあるミレニアム・ドームが開館した2000年の間は、そこのリラクゼーション・ゾーンで聴くことができた。またトリニティ・ブイ・ワーフにある19世紀の灯台や、その他にもイギリス・アメリカ・オーストラリア・エジプトの公共演奏場所で演奏されており、Icecast によるインターネット・ストリーミング（2008年時点ではグリニッジの SPC が運営）でも聴くことができる。